# Roberta Piazzi
Roberta Piazzi (Roma, 11 luglio 1951) è una cantante italiana.

## Biografia
Nel 1967 vince, con Giuliano Tordi, il Festival degli sconosciuti ad Ariccia con i brani Nel sole e Pietà per chi ti ama. Nello stesso anno entra a far parte della casa discografica RCA Italiana, esordendo col brano Gli angeli non sono come noi, colonna sonora del film Il sesso degli angeli.
Nel 1974 partecipa alla terza edizione del Rally Canoro con il brano Ciao amore, vincendo la tappa di Viterbo.
In seguito incide altri dischi, per poi ritirarsi alla fine del decennio.

## Discografia parziale

### Singoli
- 1968: Gli angeli non sono come noi/Quasi subito (RCA Italiana, PM 3443)
- 1968: Parole d'amore/Per una come me (RCA Original Cast, OC 5)